# Vuurtoren van Start Point
De vuurtoren van Start Point (Engels: Start Point Lighthouse) staat in het district South Hams aan de kust van Devon, een graafschap in het zuidwesten van Engeland. De vuurtoren geeft Start Point aan, een vooruitstekend rotsachtig kustgedeelte in de omgeving van Dartmouth dat een gevaar vormt voor de scheepvaart. Hij fungeert ook als navigatiemiddel voor schepen die door het Het Kanaal varen.
De toren is eigendom van Trinity House en wordt gecontroleerd door het Planning Centre van deze vennootschap in Harwich in Essex. Trinity House is verantwoordelijk voor de navigatiemiddelen in Engeland, Wales, Gibraltar en de Kanaaleilanden.

## Kenmerken en uitrusting

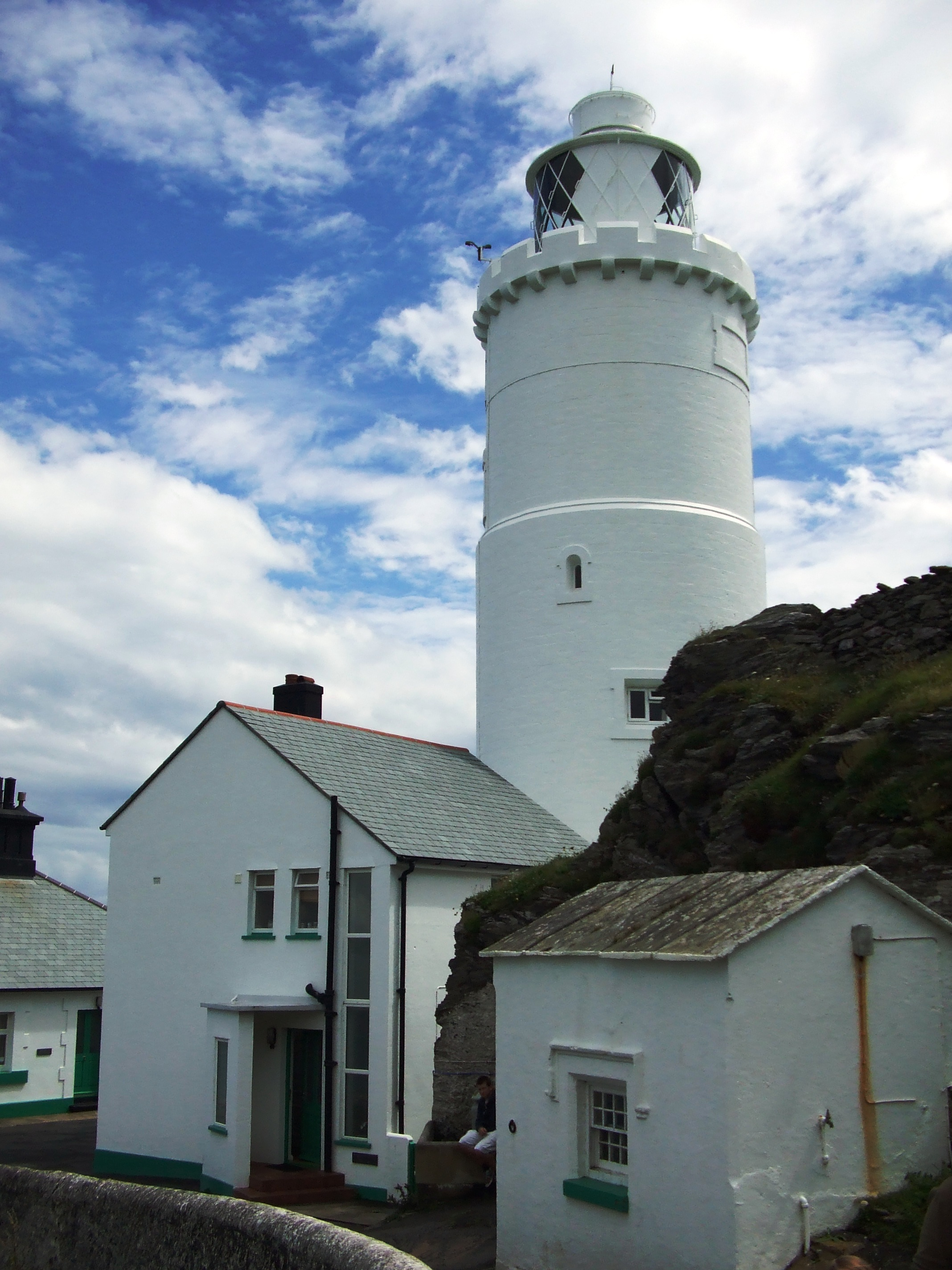
De vuurtoren van Start Point met bijhorende gebouwen.

### Gebouwen
De 28 m hoge toren heeft de vorm van een uit drie delen bestaande getrapte cilinder en versmalt naar boven toe. Het gebruikte bouwmateriaal, hardsteen, werd als afwerking witgeschilderd. Het lichthuis, dat werd vervaardigd uit gietijzer, wordt omringd door een galerij waarvan de borstwering werd uitgevoerd met kantelen. Het dak van het lichthuis bestaat uit koper en bevat een windwijzer. De toren is voorzien van twee toegangsportalen. In het portaal aan de noordzijde bevindt zich een toegangsdeur die is afgewerkt met een tudorboog. In het portaal aan de zuidzijde werd de oorspronkelijke ingang dichtgemaakt. In de gevel is de vroegere deuropening nog zichtbaar. Boven de beide deuropeningen werd het wapen van Trinity House aangebracht. De torentrap bestaat uit graniet en is voorzien van een ijzeren balustrade.
Op het ommuurde domein bevinden zich, naast de toren, nog twee wachterswoningen, een varkensstal en een gebouw waarin water gewonnen werd.

### Technische uitrusting
In het lichthuis, dat een doormeter heeft van 4 m en een hoogte van 7,5 m, werden twee ledlampen met een ringvormige optiek gemonteerd die om de tien seconden drie witte flitsen rondom uitstralen. Dit licht, dat een sterkte heeft van 60.000 candela, is zichtbaar tot op een afstand van 18 zeemijl (ongeveer 33 km) en bevindt zich 62 m boven het zeeniveau. Een rood sectorlicht, dat zichtbaar is tot op een afstand van 9 zeemijl (ongeveer 17 km), geeft de positie van de Skerries Bank aan, een ondiepte die zich ten oosten van de vuurtoren bevindt. Er staat ook een waarschuwingssignaal ter beschikking dat om de 30 seconden een toon genereert die hoorbaar is tot op 1 zeemijl (ongeveer 2 km). Het wordt automatisch geactiveerd wanneer de zichtbaarheid onder de 2 km daalt.
De toren kreeg van de Amateur Radio Lighthouse Society, een organisatie van radiozendamateurs, het nummer SCO-225 toegewezen. Deze organisatie probeert vanop lichtschepen en vuurtorens radioverbindingen tot stand te brengen.

## Geschiedenis

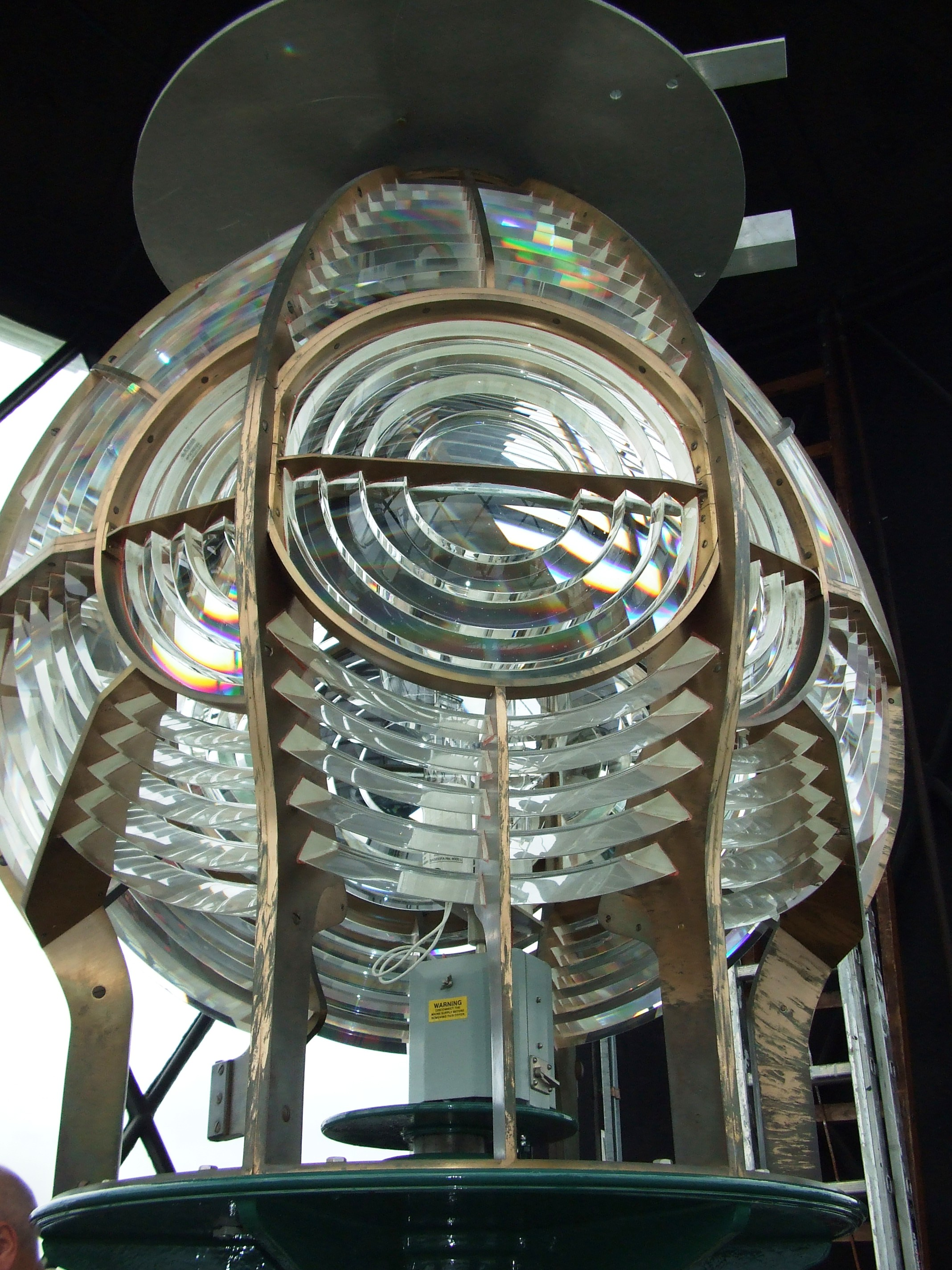
Fresnellens die dateert van 1959. Deze lens werd in december 2018 uit het lichthuis gehaald en twee verdiepingen lager tentoongesteld.

### Gebouwen en lichtinstallatie
De vuurtoren werd in 1836 gebouwd naar een ontwerp van James Walker, hoofdingenieur bij Trinity House. De totale kostprijs van de toren en bijgebouwen bedroeg 5.892 pond en 13 shilling. De toren werd als eerste in Engeland uitgerust met een fresnellens die was vervaardigd door de Engelse firma Cookson Glass Company, gevestigd in Newcastle upon Tyne. Het torenlicht werd voor de eerste maal ontstoken op 1 juni 1836. De lichtbron bestond uit olielampen die soms onbedoeld doofden wanneer tijdens een storm de vlam in die mate werd aangewakkerd dat het lampenglas werd verbrijzeld. Later werd een lens geïnstalleerd die was vervaardigd naar het ontwerp van de Schotse ingenieur Alan Stevenson. Een uurwerkmechanisme dreef de lens aan zodat een wit roterend licht zichtbaar werd dat elke minuut een schittering genereerde. Een tweede, vast wit licht dat 3,6 m onder het hoofdlicht was aangebracht gaf de ondiepte van de Skerries Bank aan. In 1871 werden er nieuwe verblijven voor het personeel voorzien zodat de tussenvloeren uit de toren konden verwijderd worden. In 1874 werd het tweede licht lager in de toren geplaatst waardoor het zich 7 m onder het hoofdlicht bevond. De nieuwe lens die in 1959 geplaatst werd zorgde voor drie flitsen die om de tien seconden werden opgewekt.

### Mistsignaal
Rond 1860 werd een klok geïnstalleerd omdat bleek dat bij mist de torenlichten onvoldoende zichtbaar waren. Het mechanisme van deze klok werd in een gebouwtje op de klipwand ondergebracht. Het toestel werd aangedreven door een gewicht dat in een metalen buis kon dalen. Het kloksignaal werkte 5 uur zonder onderbreking. Nadien diende het gewicht terug opgehaald worden, wat 15 minuten in beslag nam. Toen bleek dat de bemanningen van voorbijvarende stoomschepen deze klok slecht konden horen werd ze een 15-tal jaar later vervangen door een sirene die om de drie minuten drie snel opeenvolgende tonen uitzond. In december 1989 ontstonden barsten in het gebouw met het mistsignaal, waardoor de apparatuur buiten gebruik diende gesteld worden. Later in datzelfde jaar werd dit gebouw samen met een deel van een van de wachterswoningen door de kusterosie vernield. Er werd een vrijstaand gebouw opgericht waarin een nieuw mistsignaal werd geïnstalleerd. Verder werd er een keermuur opgericht om de gevolgen van de erosie te beperken.

### Elektrificatie en verdere modernisering
In 1959 werd de vuurtoren voorzien van elektriciteit. Een automatische installatie, die werd aangelegd in 1993, maakte de vuurtorenwachters overbodig. In 2014 werd het rode sectorlicht vernieuwd. De toren werd uitgerust met nieuwe navigatieapparatuur in september 2018. Er werd ook een nieuwe elektrische installatie aangelegd, waarbij werd overgeschakeld op 240 V wisselspanning. Ledverlichting en nieuwe verwarmingstoestellen deden het energieverbruik dalen. De oude roterende fresnellens uit 1959 werd uit het lichthuis gehaald in december 2018 en twee verdiepingen lager tentoongesteld. In de plaats van deze optiek kwamen twee ledlampen die fungeerden als hoofdlicht. Deze ledlampen werden gevoed door batterijen waardoor een dieselgenerator overbodig werd en kon worden verwijderd. Op het dak van het lichthuis werd een nieuwe lamp aangebracht die bij noodsituaties in werking trad.

## Monumentstatus en bezoekerscentrum
De toren, de varkensstal en het gebouw voor de watervoorziening werden op 25 maart 1991 ingeschreven als Grade II listed building op Statutory List of Buildings of Special Architectural or Historic Interest. Hiermee wordt aangegeven dat de gebouwen van bijzonder belang zijn, in hun huidige toestand moeten bewaard blijven en daartoe ook moeten worden onderhouden.
In het complex is een bezoekerscentrum aanwezig en geïnteresseerden kunnen deelnemen aan een rondleiding.